# Rishaw Johnson
Rishaw Kali Johnson (New Orleans, 23 febbraio 1989) è un giocatore di football americano statunitense che gioca nel ruolo di offensive lineman per i Tampa Bay Buccaneers della National Football League (NFL).
Dopo non essere stato scelto nel corso del Draft NFL 2012 firmò coi Seattle Seahawks. Al college ha giocato a football alla California University of Pennsylvania.

## Carriera universitaria
Dopo aver saltato il primo anno di football con l'Università del Tennessee, Johnson giocò cinque partite nella sua stagione da freshman nel 2008. Nel 2009, il giocatore disputò cinque gare, quattro delle quali come titolare, nel ruolo di guardia destra. Dopo essere partito come titolare nella prima gara della stagione successiva, Johnson fu cacciato dagli Ole Miss per aver "violato le regole della squadra". In seguito si trasferì alla California University of Pennsylvania, dove un All-American nella Division II nel 2011. Johnson disputò il Senior Bowl 2012 e l'East–West Shrine Game sempre nel 2012.

## Carriera professionistica

### Seattle Seahawks
Dopo non essere stato selezionato nel Draft 2012, Rishaw firmò con i Seattle Seahawks. Il 31 agosto 2012, Johnson fu tagliato dalla squadra ma rifirmò il giorno successivo per far parte della squadra di allenamento di Seattle. Agli inizi di dicembre fu promosso nel roster attivo della squadra ma nella sua prima stagione non scese mai in campo.

### Kansas City Chiefs
Il 3 settembre 2013, Johnson firmò con la squadra di allenamento dei Kansas City Chiefs. Debuttò come professionista nella gara della settimana 5 contro i Tennessee Titans, subentrando dalla panchina. La prima gara come titolare in carriera la disputò nell'ultimo turno della stagione 2013 contro i San Diego Chargers.

### Tampa Bay Buccaneers
Il 21 agosto 2014, Johnson fu scambiato coi Tampa Bay Buccaneers per la safety Kelcie McCray.

## Statistiche
| Partite totali      | 3 |
| Partite da titolare | 1 |

Statistiche aggiornate alla stagione 2013